# Norman Quijano
Norman Quijano (Santa Ana, 2 de noviembre de 1946) es un político salvadoreño que fue Presidente de la Asamblea Legislativa de El Salvador desde el 1 de mayo de 2018 hasta el 1 de noviembre de 2019. Fue edil de San Salvador durante dos periodos consecutivos, ejerciendo entre el 1 de mayo de 2009 y el 1 de mayo de 2015. Fue diputado de la Asamblea Legislativa de El Salvador electo el 1 de marzo de 2015, siendo el diputado más votado del país, obteniendo 143 017 votos directos para la legislatura del 1 de mayo de 2015 al 30 de abril de 2018, y sucesivamente reelegido para otro período más.

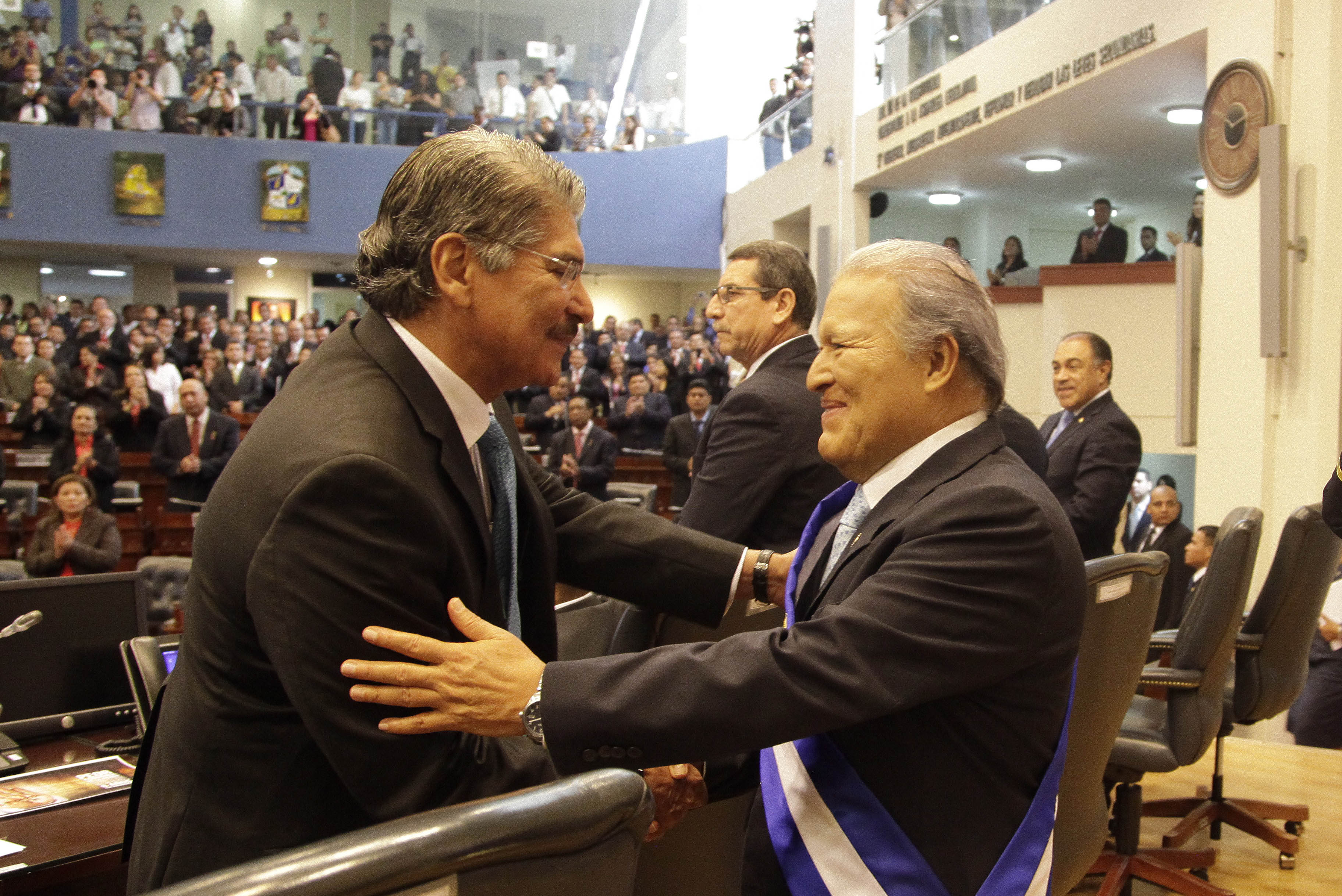
Norman Quijano y el expresidente

Su introducción a la política se dio mediante el desempeñó del cargo de Gerente de Acción Social de la Alcaldía Municipal de San Salvador durante el periodo de gobierno municipal de Armando Calderón Sol entre los años de 1989 a 1994.
Aseguró en una entrevista que:

Seguía muy de cerca la crisis que vivía el país, la guerra civil en la que estábamos inmersos y admiraba mucho el liderazgo del Mayor Roberto D’Aubuisson.
Norman Quijano

Fue esa una de las principales razones por las que decidió ingresar en el partido que D'Aubuisson había fundado. A partir de 1994, participó en 5 períodos legislativos continuos, siendo secretario de la Junta Directiva de la Asamblea Legislativa durante el período de 2006 a 2009. En 2008 fue nombrado como candidato del partido ARENA para la Alcaldía de San Salvador; cargo que obtuvo en las elecciones legislativas y municipales de 2009 y que desempeñó desde el 1 de mayo del mismo año hasta el 30 de abril de 2015.
En 2024, Norman Quijano fue condenado a 13 años y 4 meses de prisión por los delitos de fraude electoral y agrupaciones ilícitas, tras ser acusado de negociar beneficios con las pandillas Mara Salvatrucha (MS-13) y Barrio 18 a cambio de apoyo electoral durante la campaña presidencial de 2014. Sin embargo, la defensa de Quijano sostiene que se trata de un caso de persecución política impulsado por el oficialismo, y ha apelado la condena ante la Sala de lo Penal de la Corte Suprema de Justicia, señalando además vicios procesales como el levantamiento irregular de su fuero como diputado del Parlamento Centroamericano (PARLACEN). Mientras el caso se encuentra en revisión, Quijano permanece detenido en un centro migratorio en Estados Unidos, país donde ha solicitado asilo político alegando que su vida e integridad están en riesgo si regresa a El Salvador.

## Su primera etapa en la alcaldía de San Salvador (1988-1994)
Luego de una supremacía del Partido Demócrata Cristiano en las elecciones legislativas y municipales de 1985, el emergente partido ARENA arrasa tres años después, promulgando a Armando Calderón Sol como alcalde de San Salvador. Durante su gestión edilicia, Norman Quijano es nombrado como Gerente de acción social en dicha administración municipal en la Alcaldía de San Salvador, de 1988 hasta 1994.
Entre los principales logros, está el liderazgo de Quijano en la creación del Centro de Apoyo de Proyección Social, el cual nació en 1988 con la fundación de cuatro guarderías municipales de la Alcaldía de San Salvador. Cinco años después se independizó y se convirtió en una ONG sin fines de lucro, la cual trabaja activamente hasta la fecha.

### Otros cargos desempeñados
Durante su carrera como profesional y como servidor público, Quijano ha fungido como:
- Secretario Representante del Sector Profesional No Docente de la Asamblea General Universitaria de la UES (1989).
- Síndico de la Junta Directiva de la Sociedad Dental de El Salvador (1987, 1988, 1989)
- Vicepresidente de la Sociedad Dental de El Salvador (1989,1990)
- Representante del Gremio Odontológico ante el Consejo Superior de Salud Pública.
- Presidente del Instituto Salvadoreño de Desarrollo Municipal (ISDEM), período 2009-2012.
- Coordinador del Consejo de Alcaldes del Área Metropolitana de San Salvador, período 2009-2012 y 2012-2015.

Durante su vida en la palestra política, Quijano ha sido reconocido por su participación activa en el deporte nacional, y en este campo también ha ostentado cargos importantes, entre ellos:
- Exvicepresidente de la Asociación Salvadoreña de Triatlón.
- Tesorero de la Federación Salvadoreña de Atletismo.
- Presidente de la Federación Salvadoreña de Voleibol.
- Primer Vicepresidente de la Federación Centroamericana de Voleibol (FECAVOL).
- Miembro del Consejo de Administración de la Confederación Norte, Centroamérica y el Caribe de Voleibol (NORCECA).
- Miembro de la Comisión de Desarrollo de la Federación Internacional de Voleibol (FIVB).
- Presidente del Instituto Salvadoreño de Desarrollo Municipal (ISDEM), período 2009-2012.

## Alcalde Municipal de San Salvador (2009-2015)
Es electo Alcalde de San Salvador bajo la bandera de ARENA en las elecciones legislativas y municipales de 2009 arrebatándole así la alcaldía a Violeta Menjívar del partido FMLN.
En las elecciones legislativas y municipales de 2012 realizadas el 11 de marzo de 2012 es reelegido Alcalde de San Salvador bajo la bandera de ARENA con 109 470 votos, logrando una amplia ventaja de 52 588 votos sobre su principal contendiente Schafik Hándal, hijo de Schafik Hándal, que obtuvo 56 882 votos.

## Candidatura presidencial
A través de un proceso de consulta efectuado por el Consejo Ejecutivo Nacional del partido ARENA, el 20 de agosto de 2012, Quijano fue elegido como el candidato presidencial para las elecciones del 2014. El domingo 30 de septiembre de ese año, al mismo tiempo que ARENA celebraba 31 años de vida política, fue ratificado como candidato presidencial en un concurrido acto celebrado en un escenario deportivo de San Salvador.
Para el año 2013, Quijano, en una decisión tomada en conjunto con el Consejo Ejecutivo Nacional del partido, anunció el día 22 de febrero que el candidato a la vicepresidencia de la República era el abogado y notario René Portillo Cuadra, quien hasta antes de asumir como candidato a la vicepresidencia de la República se desempeñaba como secretario general de la Universidad Tecnológica de El Salvador.

### Opiniones
- Subsidios: Ha afirmado que de llegar al poder mediante las elecciones para Presidente de la República, no quitará los subsidios que actualmente otorga el gobierno.

Yo no voy a quitar los subsidios, lo que estoy diciendo (es) que el gobierno debe transparentar el tema de los subsidios. El gobierno debe decirle a la ciudadanía cómo se financian los subsidios, algunos son con préstamos. Se deben hacer efectivos planes de austeridad para que los subsidios sean manejados con recursos propios y establecer una tabla de prioridades.
Norman Quijano

- Crisis: De acuerdo a lo vertido en su entrevista con Diario El Mundo, Quijano afirma que para salir de la crisis se debe respetar el estado de derecho, mejorar los índices de seguridad, apurarse con la ley de asocio para el crecimiento, con la ley de sanidad fiscal, concesionar el Puerto de Cutuco y aumentar el nivel de inversión pública.

- Tregua entre pandillas: Su opinión respecto a este tema ha variado a lo largo del tiempo desde su anuncio como candidato, ha pasado de mencionar expresamente "Estamos en pro de que se mantenga el acuerdo" durante su gira en Washington,[15] a un categórico "Yo no creo en la tregua entre pandillas"[16] durante una entrevista en una tertulia matutina.

## Resultado de Elección 2 de febrero de 2014
El 2 de febrero de 2014 se llevaron a cabo las Elecciones Presidenciales en El Salvador, Quijano bajo la bandera del partido ARENA logra un total de 1 047 592 votos (38,96%), ubicándose así en la segunda posición. Debido a que la cantidad votantes representaba menos del 50% del electorado, el TSE convocó a una segunda vuelta, para llevarse a cabo el 9 de marzo de 2014.

## Resultado de Segunda Elección 9 de marzo de 2014
El 9 de marzo de 2014 se lleva a cabo la segunda vuelta de las Elecciones Presidenciales, Quijano bajo la bandera del partido ARENA logra 1 489 451 votos (49,89%), quien fue derrotado por el candidato Salvador Sánchez Cerén del partido FMLN que obtuvo 1 495 815 votos (50,11%) el cual ganó con una la diferencia estrecha de 6364 votos (0,22%).

## Diputado de la Asamblea Legislativa (2015-2018)
Es electo como diputado por el departamento de San Salvador. Fue el candidato más votado en las elecciones legislativas y municipales de 2015 al obtener un total de 143 017 votos por rostro.

## Acusaciones
En 2021, tras las Elecciones legislativas y municipales de El Salvador de 2021, el Juzgado Segundo de Instrucción de San Salvador ordenó la captura del exdiputado Norman Quijano por presuntos vínculos con pandillas durante su período como alcalde de San Salvador. Se le acusó de haber cometido fraude electoral y agrupaciones ilícitas, al supuestamente negociar beneficios con líderes de pandillas a cambio de apoyo electoral en la elección presidencial de 2014.
Según la Fiscalía, Quijano habría ofrecido reducir operativos policiales, eliminar leyes antipandillas y otros beneficios a cambio del respaldo electoral de estructuras criminales. No obstante, su defensa ha sostenido que no existen pruebas materiales concluyentes que respalden los señalamientos: no se presentaron audios ni videos que evidencien las negociaciones, y los testigos clave —identificados como miembros de pandillas— no comparecieron en juicio y actualmente su paradero es desconocido.
El 19 de diciembre de 2023 se confirmó que Quijano reside en Estados Unidos. En abril de 2024, fue condenado a 13 años y 4 meses de prisión por los delitos de agrupaciones ilícitas y fraude electoral.
La defensa de Quijano apeló la sentencia ante la Sala de lo Penal de la Corte Suprema de Justicia de El Salvador, argumentando que el proceso forma parte de una persecución política y presenta vicios legales, incluyendo el levantamiento irregular de su inmunidad como diputado del Parlamento Centroamericano (PARLACEN).
Actualmente, permanece detenido en un centro migratorio en Estados Unidos, donde ha solicitado asilo político, alegando que su integridad estaría en riesgo si retorna a El Salvador.